# Deutsche Eishockey-Meisterschaft 1920
Die Deutsche Eishockey-Meisterschaft 1920 war die vierte Austragung dieser Titelkämpfe. In den Jahren 1915 bis 1919 hatte es wegen des Ersten Weltkrieges keine Meisterschaften gegeben.
Spielberechtigt waren alle Amateurmannschaften des Deutschen Eislauf-Verbandes (DEV), jedoch nicht mehr als zwei  Mannschaften eines Ortes oder eines Bezirks. Die Spiele um die Meisterschaft fanden am 21. und 22. Februar 1920 in München statt. Wegen der kleinen Eisfläche traten nur je fünf Spieler pro Mannschaft an.
Im Vorfeld der deutschen Meisterschaft wurde die Bayerische Meisterschaft ausgetragen.

## Bayerische Meisterschaft
| 21. Februar 1920 | MTV München von 1879 | 8:1 | Nürnberger HC | München |

## Deutsche Meisterschaft
| 21./22. Februar 1920 | MTV München von 1879 | 4:7 | Berliner Schlittschuhclub | München |

| 21./22. Februar 1920 | Berliner Schlittschuhclub | 17:4 | SC Charlottenburg | München |

| 21./22. Februar 1920 | MTV München 1879 | 7:2 | SC Charlottenburg | München |

|    |                           | Sp | S | U | N | Tore  | Punkte |
| -- | ------------------------- | -- | - | - | - | ----- | ------ |
| 1. | Berliner Schlittschuhclub | 2  | 2 | 0 | 0 | 24:08 | 4:0    |
| 2. | MTV München von 1879      | 2  | 1 | 0 | 1 | 11:09 | 2:2    |
| 3. | SC Charlottenburg         | 2  | 0 | 0 | 2 | 06:24 | 0:4    |

Abkürzungen: Sp = Spiele, S = Siege, U = Unentschieden, N = Niederlagen

### Meistermannschaft
| Deutscher Meister 1920 Berliner Schlittschuhclub | Günther Rahn Walter Sachs – Alfred Steinke – Werner Glimm – Max Holsboer – Nils Molander – Bruno Grauel – Heinrich "Henri" Kretzer – Runge – Krokowski |